# Glyptotendipes lipinae
Glyptotendipes lipinae är en tvåvingeart som beskrevs av Olivari 1955. Glyptotendipes lipinae ingår i släktet Glyptotendipes och familjen fjädermyggor. Inga underarter finns listade i Catalogue of Life.